# Yacumama

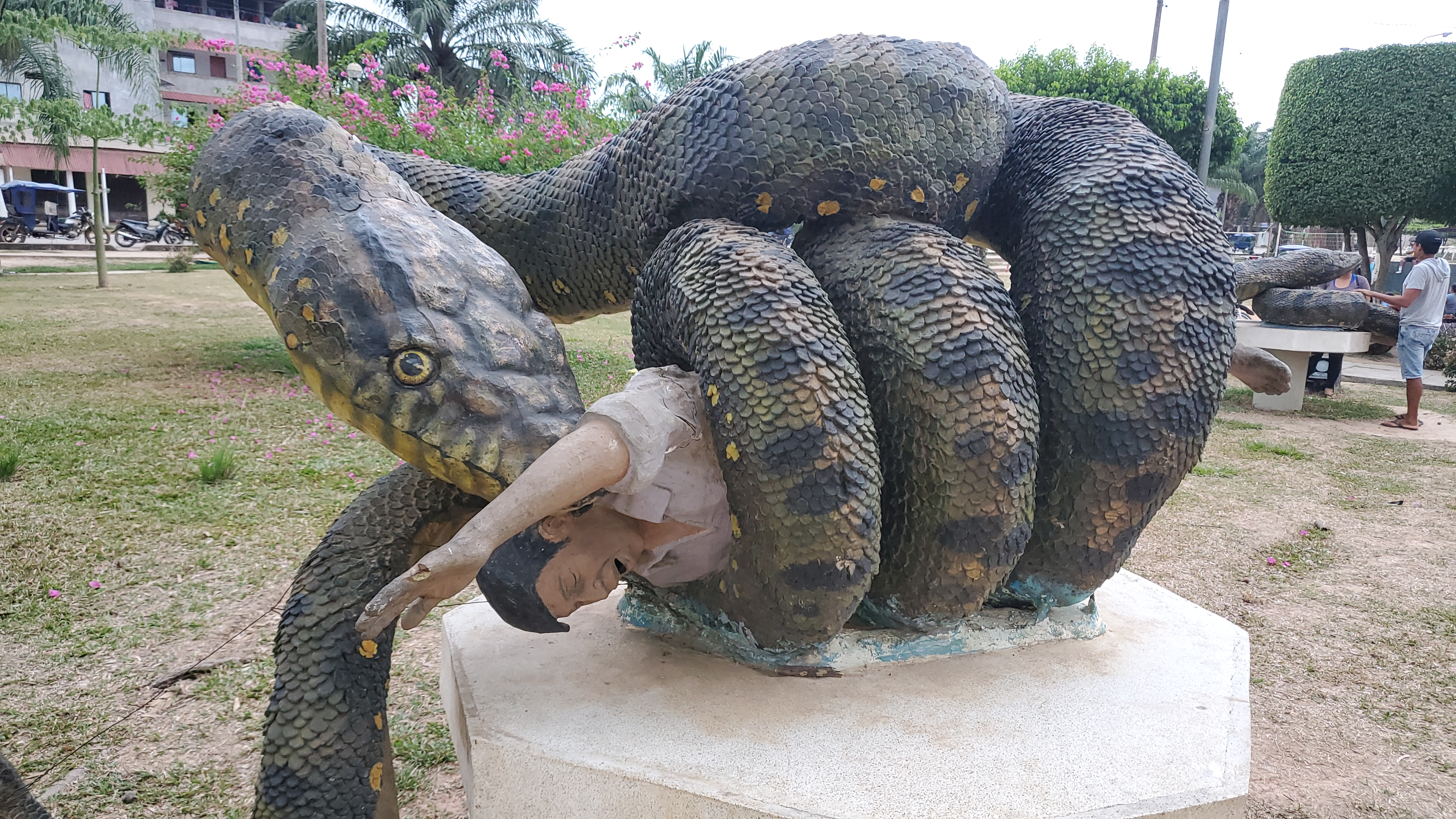
Yacumama

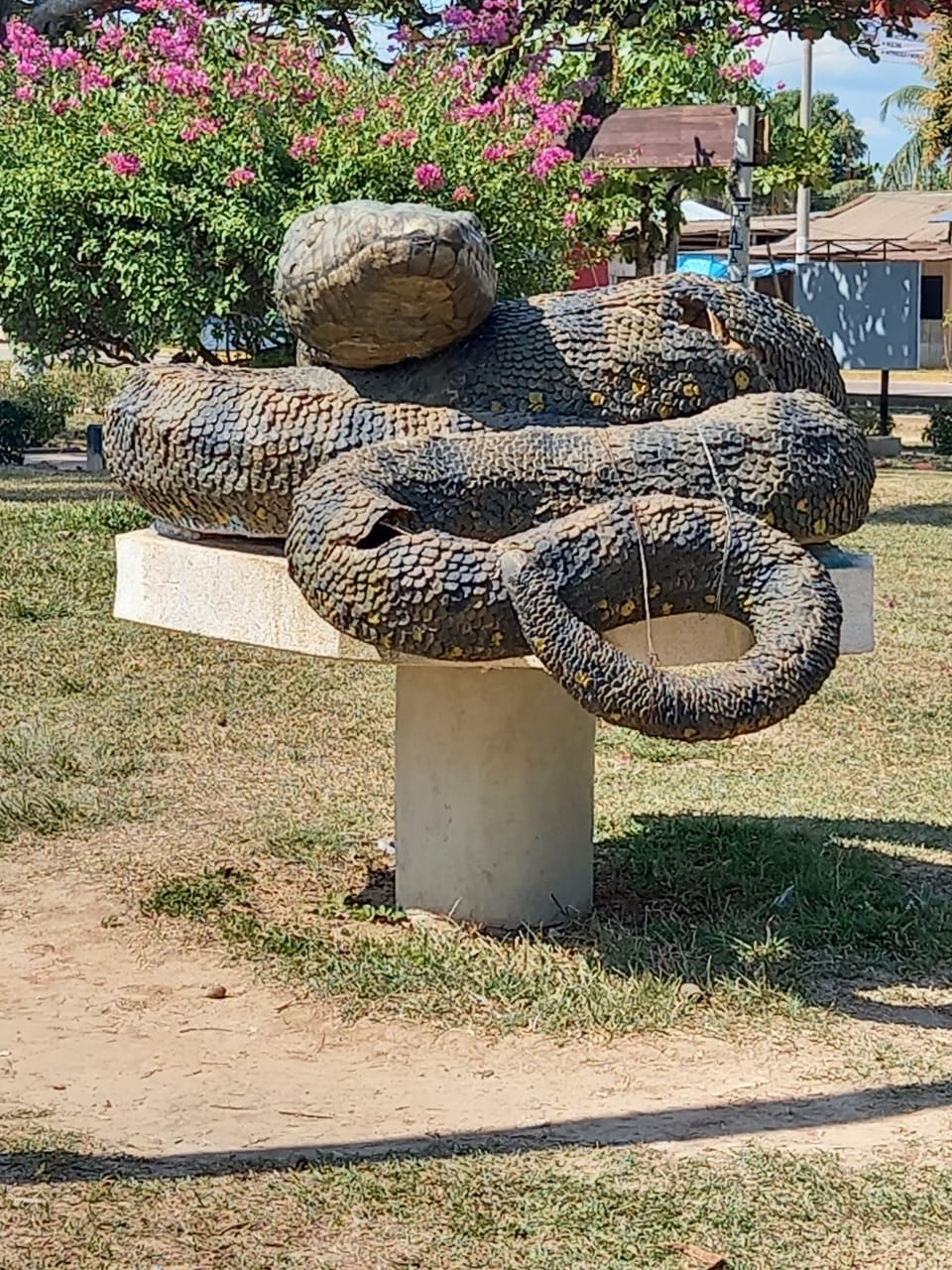
Yacumama

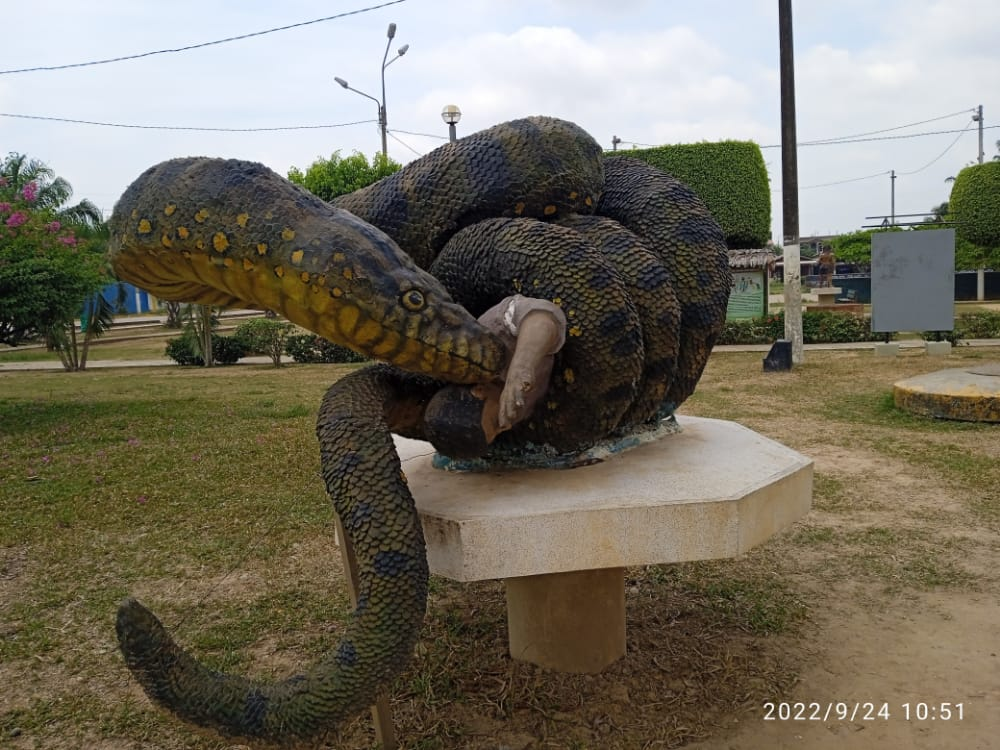
Yacumama

La Yacumama "Madre del Agua" (del quechua yaku, agua y mama, madre) y que al igual que la voz tucumana designa a un ofidio gigantesco en América meridional, exactamente en Ecuador y Perú, es una criatura mitológica de características acuáticas. La yacumama es una gran culebra similar a la anaconda pero mucho más grande, llegando a medir alrededor de 64 metros de longitud con una cabeza de dos metros de ancho, que según la mitología de los pueblos indígenas de la Amazonía habita en el agua, prefiriendo la desembocadura del río Amazonas y las lagunas cercanas al río.

## Características
Se supone que puede lanzar poderosos chorros de agua a través de su boca que pueden derribar árboles cuando se desplaza en la tierra, y que si un ser vivo se encuentra a menos de cien metros de distancia puede aspirarlos. Algunas versiones de la leyenda indican que Yacumama actuaría como protectora de las fuentes de agua, o como un espíritu protector del Amazonas, pero se le describe como una fuerza natural arrolladora, que caza durante las lluvias y cuyo estruendo se puede escuchar de lejos; cuando se desplaza fuera del agua deja marcados largos senderos en la selva, debido a su colosal tamaño, con árboles derribados a su paso. Sin embargo, cuando alcanza cierto tamaño le es muy difícil moverse, por lo que opta por despejar un claro de la selva al pie del río, donde se mantiene a la espera de la llegada de presas, a las cuales hipnotiza con sus penetrantes ojos para poderlas cazar.

## Otras serpientes gigantes en la mitología americana
Estas leyendas y criaturas mitológicas que relacionan anacondas con el agua y la vida son propias de las distintas tribus y pueblos originarios que habitan en la cuenca amazónica. Para los indígenas del Sur de Colombia, la anaconda o serpiente de agua se identifica con la Vía Láctea que al descender a la tierra formó el río Amazonas y sus afluentes, de donde surgen todos los seres humanos; para los huaoranis del oriente del Ecuador una gigante anaconda guarda la entrada al cielo; para los quechuas de pastaza es la fuerza de Tsumi, quien controla el poder de las aguas. Para diferentes pueblos nativos de las tierras bajas de Bolivia se lo conoce como el Jichi, deidad pacífica guardiana de las aguas y dadora del origen de la vida, asociada también a la piedra, a los astros y a la fertilidad femenina. Otras variedades del mito alrededor de las anacondas gigantes en la misma zona amazónica se refieren a la Sachamama (voz quechua que quiere decir Madre monte), una descomunal culebra negra muy lenta, sobre la que crece el musgo por su inmovilidad, o el Cotomashaco, una extraña y gigante boa constrictor de dos cabezas que se agazapa en los árboles; la Boyuna o cobra negra, relacionada con los ríos y la navegación así como con el origen de la noche, o la brasileña sucuriju o sucuri, una descomunal anaconda de más de 40 metros que sería la responsable del origen del río Amazonas. En Chile y en Argentina también hay leyendas similares que se refieren a la Amapalagua o Lampalagua, una poderosa boa que puede otorgar su fuerza e hipnotizar a quien la mire, así como en Argentina también conocen la Yacumama como Madre del Agua, pero que se presenta con la forma de una atractiva mujer rubia en los ríos. En América del Norte, los cherokis tienen una leyenda similar, conocida como Tlanusi, que es una sanguijuela del tamaño de una casa que habitaba en el río Hiwassee cerca de la actual Murphy, Carolina del Norte.
Algunas personas creen que el mito se nutre de avistamientos de anacondas gigantes inusualmente grandes, o que se trata de algún tipo de cecilia colosal, conocidas en Brasil como Minhocão.
En Costa Rica se narra la historia de una serpiente gigantesca llamada Talamanca, que se alimentaba de ganado vacuno.